# Allbritton Communications
Allbritton Communications Company fue una empresa estadounidense de medios con sede en Arlington (Virginia). Era subsidiaria líder de Perpetual Corporation, un holding privado propiedad de la familia de Joe L. Allbritton, fundador de esta empresa y expresidente de Riggs. Su hijo, Robert, fue director de Allbritton Communications desde 2001 hasta 2014, cuando vendió las últimas estaciones de televisión de las que era propietario.
Allbritton fue el último grupo propietario de estaciones de televisión que tuvo todas sus estaciones afiliadas a ABC y el último grupo restante en tener todas sus estaciones un acuerdo de afiliación exclusiva con una red, en lugar de tener afiliados alineados con cualquiera de las seis principales redes de transmisión.
Allbritton fue anteriormente un importante propietario de estaciones de televisión abierta; poseía una cadena de ocho estaciones de televisión afiliadas a ABC, ancladas por su buque insignia WJLA-TV de Washington D. C., y NewsChannel 8, una red regional de televisión por cable que presta servicios al área metropolitana de Washington D. C. En mayo de 2013, la compañía puso a la venta todas sus estaciones, citando el deseo de centrarse exclusivamente en Politico; finalmente fueron vendidos a Sinclair Broadcast Group por 985 millones de dólares. La venta fue aprobada por la FCC el 24 de julio de 2014, luego de una demora de un año para abordar duopolios indebidos que resultarían de la compra.

## Historia
La compañía se formó en 1975 cuando Joe Allbritton compró la participación mayoritaria de The Washington Star Company, incluidas sus estaciones de radio y televisión: WMAL-AM-FM-TV en Washington; WLVA-AM-TV en Lynchburg, Virginia; y WCIV en Charleston, Carolina del Sur. La Comisión Federal de Comunicaciones le exigió que vendiera el periódico o las propiedades de transmisión en Washington como condición para la compra. En ese momento, la FCC había endurecido sus reglas sobre la propiedad de medios cruzados y casi había prohibido a una persona poseer periódicos y propiedades de transmisión en el mismo mercado mientras protegía las combinaciones existentes.
Sin embargo, debido a la forma en que se estructuró la adquisición del Star por parte de Allbritton, la FCC lo consideró un cambio de propiedad y despojó a las estaciones WMAL de su protección anterior. Allbritton optó por vender los activos no televisivos de Star Company. Tanto WMAL-TV como WLVA-TV cambiaron sus letras de identificación a WJLA-TV y WSET-TV respectivamente en 1977, debido a las reglas de la FCC tenía en ese momento, que prohibían que las estaciones de radio y televisión en el mismo mercado pero con propiedad diferente compartieran las mismas letras de identificación.
En mayo de 1994, WBRC, afiliada de Birmingham ABC, fue vendida a New World Communications, que firmó un acuerdo de afiliación con otras once estaciones que se convertirían en afiliadas de Fox. WBRC, junto con WGHP, afiliada de Piedmont Triad ABC, fueron colocados en un fideicomiso ciego en el otoño de 1994, ya que la FCC prohibió a una empresa poseer más de doce estaciones de televisión en ese momento. Ambas estaciones fueron vendidas a Fox.directamente en julio de 1995, pero Fox se vio obligada a dirigir WBRC como una filial de ABC durante más de un año después de la venta, ya que el contrato de afiliación de WBRC con ABC no expiraba hasta agosto de 1996. Antes de que WBRC se convirtiera en una estación de propiedad y operación de Fox , Allbritton compró WCFT-TV y WJSU-TV , y los convirtió en satélites de máxima potencia de WBMA-LP; Esto llevó a Allbritton a firmar un acuerdo de afiliación grupal con ABC, lo que provocó que WCIV y la estación hermana de Brunswick WBSG-TV (ahora Ion Television O&O WPXC-TV se convirtieran en afiliadas de ABC. Esta última se había unido a ABC como un semisatélite de WJXX, que reemplazó a WJKS como Jacksonville, afiliada de ABC tras su suscripción en 1997).
En junio de 1998, la empresa matriz de ABC, The Walt Disney Company, entabló negociaciones para comprar las ocho estaciones de Allbritton y sus acuerdos de marketing locales que involucraban a las afiliadas de ABC WJSU-TV (ahora WGWW) en Anniston, Alabama y WJXX en Jacksonville, Florida, por una oferta informada. por un total de más de mil millones de dólares; las dos últimas estaciones habían estado involucradas en un acuerdo de afiliación entre Allbritton y ABC que se alcanzó en respuesta al acuerdo de afiliación de mayo de 1994 entre New World Communications y Fox que afectó a WBRC en Birmingham, Alabama. Las negociaciones entre Disney y Allbritton se rompieron cuando el primero abandonó las discusiones para comprar las estaciones el mes siguiente.

### Adquisición de estaciones de televisión por Sinclair
En mayo de 2013, surgieron informes de que Allbritton planeaba vender sus estaciones de televisión; la medida se produjo como resultado del creciente éxito de Politico, que "continúa sin deudas, financia todas las inversiones con ingresos operativos y seguirá obteniendo ganancias, nuevamente, en 2013".  El 29 de julio de 2013, Sinclair Broadcast Group, con sede en Baltimore, anunció que adquiriría todas las estaciones de Allbritton por 985 millones de dólares. En particular, Sinclair observó el uso potencial de NewsChannel 8 de WJLA como base para lanzar un canal nacional de noticias por cable.
La adquisición planificada se vio afectada por una serie de escollos debido a los conflictos entre las estaciones que ya eran propiedad de Sinclair o estaban controladas en los mercados de Allbritton, y las acciones recientes de la FCC que involucran acuerdos de marketing local (LMA) y acuerdos de venta conjunta. Sinclair habría vendido sus estaciones existentes en varios mercados de Allbritton: WABM y WTTO en Birmingham, Alabama y WHP-TV en Harrisburg, Pensilvania a Deerfield Media , y WMMP en Charleston, Carolina del Sur a Howard Stirk Holdings, una empresa propiedad de un programa de entrevistas conservador. anfitrión Armstrong Williams. Las estaciones habrían permanecido operadas por Sinclair bajo un acuerdo de comercialización local. En diciembre de 2013, la jefa de la división de video de la FCC, Barbara Kreisman, envió una carta exigiendo información de Sinclair Broadcast Group sobre los aspectos financieros de sus operaciones "sidecar", y advirtió que en estos tres mercados, "las transacciones propuestas resultarían en la eliminación de los derechos adquiridos. estado de ciertos acuerdos de marketing locales y, por lo tanto, provocar que las transacciones violen nuestras reglas de propiedad de televisores locales". Se afirmó que el acuerdo podría ser legal solo si las estaciones afectadas se operaran bajo acuerdos de servicios compartidos.
Sinclair reestructuró el acuerdo en marzo de 2014, eligiendo vender sus estaciones existentes en Harrisburg (WHP-TV), Charleston (WMMP) y Birmingham (WABM) y rescindir una SSA con la filial de Fox propiedad de Cunningham en Charleston para adquirir WCIV, WHTM-TV y WBMA-LD, al tiempo que crea un nuevo duopolio entre las afiliadas de ABC y CW en Birmingham), así como renuncia a cualquier acuerdo operativo o financiero con los compradores de las estaciones que se vendan a otras partes. Sin embargo, en mayo de 2014, Sinclair reveló en un comunicado de la FCC que no pudo encontrar compradores para las tres estaciones afectadas, lo que requirió cambios en su transacción. En Harrisburg, Sinclair eligió retener WHP-TV y, en su lugar, vender WHTM a Media General. Sin embargo, en Charleston y Birmingham, la compañía propuso cerrar las estaciones por completo para poder mantener duopolios legales; entregando las licencias para WCIV y los repetidores de potencia completa de WBMA-LD (WJSU y WCFT), y moviendo su programación ABC a las estaciones existentes de Sinclair WMMP y WABM respectivamente, lo que planearía cambiar su programación MyNetworkTV existente a subcanales digitales, estas estaciones trasladarían la afiliación de ABC al subcanal digital. Después de casi un año de retrasos, el acuerdo de Sinclair para adquirir Allbritton fue aprobado por la FCC el 24 de julio de 2014. Sinclair completó la venta el 1 de agosto.